# Joseph Poelaert
Joseph Poelaert, född 21 mars 1817 i Bryssel, död där 3 november 1879, var en belgisk arkitekt.
Poelaert var stadsarkitekt i Bryssel, och uppförde flera av stadens mest representativa byggnader som De Munt, kyrkan Notre-Dame i förorten Laeken och framför allt Justitiepalatset, som fullbordades 1883 efter Poelaerts planer.